# Aleksandra Kuzior
Aleksandra Kuzior – polska filozof, dr hab. nauk humanistycznych, profesor uczelni i kierownik Katedry Stosowanych Nauk Społecznych Wydziału Organizacji i Zarządzania Politechniki Śląskiej.

## Życiorys
W 1988 r. ukończyła studia z zakresu filologii polskiej na Uniwersytecie Śląskim w Katowicach, a w 1999 r. obroniła pracę doktorską Bycie, posiadanie i nadzieja w koncepcji człowieka Ericha Fromma, której promotorem był prof. Andrzej Kiepas. W 2012 r. habilitowała się na Uniwersytecie Mateja Bela w Bańskiej Bystrzycy na podstawie pracy zatytułowanej Etické základy koncepcie trvalo udržateľného rozvoja.
Pracuje na stanowisku profesora uczelni. Jest kierownikiem Katedry Stosowanych Nauk Społecznych na Wydziale Organizacji i Zarządzania Politechniki Śląskiej.
Jest dziekanem Wydziału Organizacji i Zarządzania Politechniki Śląskiej oraz prezesem Śląskiego Centrum Etyki Biznesu i Zrównoważonego Rozwoju.
W 2024 r. Charkiwśkyj nacionalnyj awtomobilno-dorożnij uniwersytet (Харківський національний автомобільно-дорожній університет) z Charkowa w Ukrainie nadał jej tytuł doktora honoris causa.